# Rohdea eucomoides
Rohdea eucomoides là một loài thực vật có hoa trong họ Măng tây. Loài này được (Baker) N.Tanaka mô tả khoa học đầu tiên năm 2003.